# Borov trioksid
Borov trioksid ali diborov trioksid je kemijska spojina s formulo B2O3. Je bela amorfna trdnina, ki po dolgotrajnem žarenju kristalizira. Spada med snovi, ki najteže kristalizirajo.
Za steklast borov trioksid (g-B2O3) se domneva, da je zgrajen iz šestčlenskih obročev, v katerih se izmenjujejo trojno koordinirani borovi in dvojno kooordinirani kisikovi atomi. Domneva je sporna, ker ni do sedaj nihče predlagal modela steklastega borovega trioksida z velikim številom šestčlenskih obročev in pravo gostoto. Zgleda, da je v zgradbo vključenih tudi nekaj trikotnikov BO3, še bolj verjetno pa spojina polimerizira v trakove in ploščice. Kristalna oblika borovega trioksida (α-B2O3) je zgrajena izključno iz trikotnikov BO3. Ta trigonalna, kremenu podobna struktura, je pri tlaku 9,5 GPa podvržena cezitu podobni pretvorbi v monoklinski β-B2O3.

## Priprava
Borov trioksid se pripravlja z obdelavo boraksa (Na2B4O7•10H2O ali Na2[B4O5(OH)4]•8H2O) z žveplovo kislino. Pri temperaturah nad 750 °C se iz natrijevega sulfata izloči talina, ki vsebuje 96–97 % borovega trioksida. Talino se zatem oddekantira in ohladi.
Druga metoda je segrevanje borove kisline (H3BO3) nad približno 300 °C.  Kislina pri približno 170 °C razpade na metaborovo kislino (HBO2) in vodno paro. Z nadaljnjim segrevanjem preko 300 °C metaborova kislina razpade v borov trioksid in še nekaj pare:
H3BO3 → HBO2 + H2O
2HBO2 → B2O3 + H2O
Borova kislina s segrevanjem na tekočinski kopeli preide v brezvodni kristalinični B2O3. S skrbno nadzorovanim  segrevanjem se lahko prepreči gumiranje zaradi odcepljanja vode. Tekoč borov trioksid korodira silikate.
Kristalizacija α-B2O3 iz taline pri normalnem tlaku je s kinetičnega stališča zaradi razlik v gostotah taline in kristala problematična.  Mejna pogoja za kristalizacijo amorfne trdnine sta tlak 20 kbar in temperatura približno 200 °C.
Borov trioksid nastaja tudi v reakciji diborana (B2H6) s kisikom iz zraka ali v prisotnosti sledov vlage:
2B2H6(g) + 3O2(g) → 2B2O3(s) + 6H2(g)
B2H6(g) + 3H2O(v) → B2O3(s) + 6H2(g)

## Uporaba
- talilo za steklo in emajle
- surovina za sintezo drugih borovih spojin, na primer borovega karbida
- aditiv za steklena (optična) vlakna
- surovina za borovo silikatno steklo
- inertni zaščitni sloj v procesu proizvodnje monokristala galijevega arzenida
- kisli katalizator v organskih sintezah